# ایستگاه فورودات
ایستگاه فورودات (به لاتین: Furudate Station) یک منطقهٔ مسکونی در ژاپن است که در شیوا، ایواته واقع شده‌است.